# 縱貫阿拉斯加管道

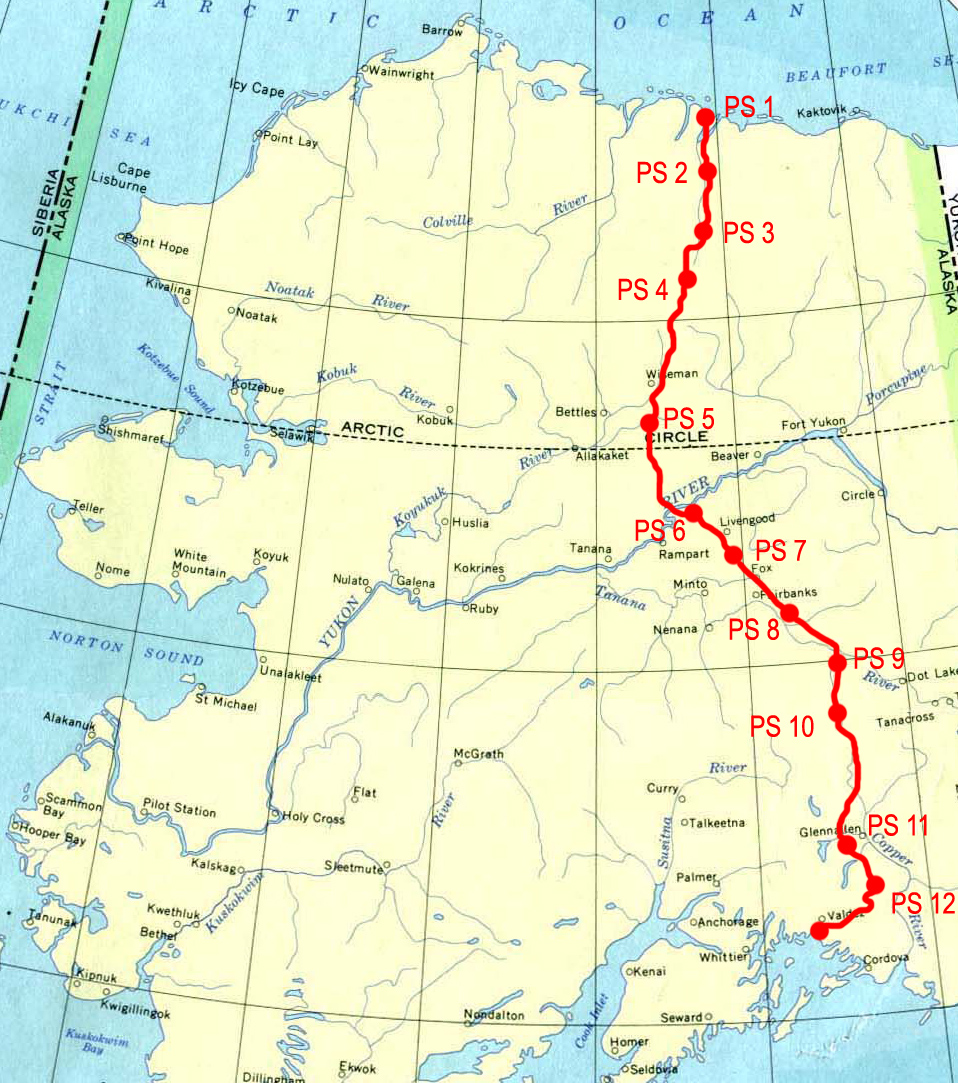
管道路線圖，PS為泵房位置

縱貫阿拉斯加管道 ，俗稱阿拉斯加輸油管 （英語：Trans-Alaska Pipeline System，簡稱TAPS，州內俗稱the Alyeska Pipeline，州外俗稱Alaska Pipeline）是連接美國阿拉斯加州北部產油區和南部港口，再轉運到美國本土煉油廠的管道運輸系統。
管道主線起自阿拉斯加北坡的普拉德霍灣，終止於阿拉斯加灣邊的瓦爾迪茲，南北全長接近800 英里（約1,300 公里）經過懷斯曼、比特爾斯、利文古、福克斯、費爾班克斯和艾倫谷等多座城市。管道的建築更要面臨位置偏遠和周圍惡劣環境的挑戰：中間要穿越三座山脈、活躍的斷層、廣大的凍土層和定時遷徙的馴鹿和駝鹿。
自1977年落成以來，管道已經輸送了150億桶原油（2.4 km3）。

## 施工

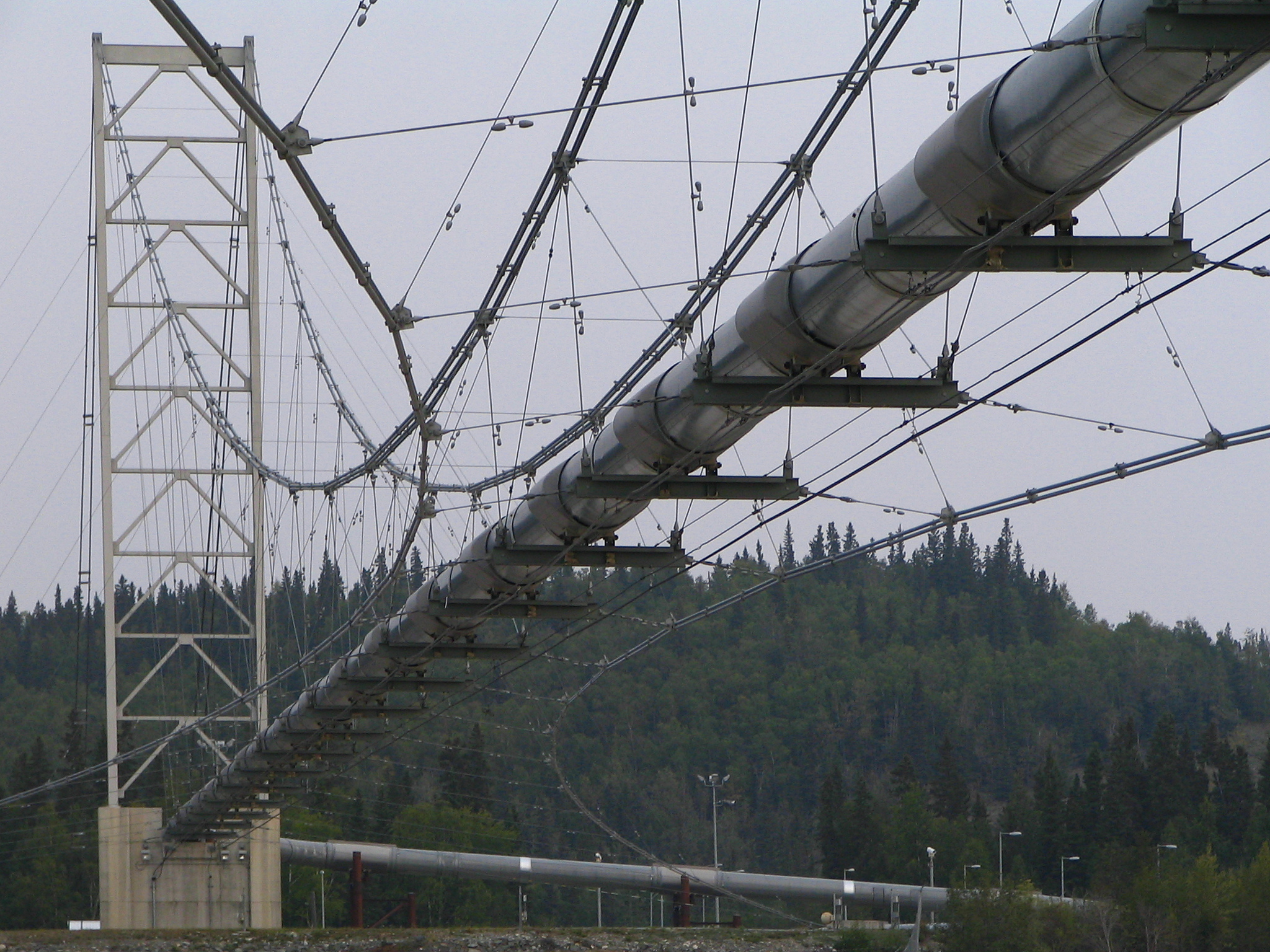
管道穿越塔納納河的情形

自1950年代以來勘探人員一直在阿拉斯加北部各處探油，終於在1968年在普拉德霍灣發現石油。要把石油運到最近的不凍港、1,300公里外的瓦爾迪茲，興建輸油管被認為是唯一可行的方法。
獲得開發權的石油公司組成了阿拉斯加財團，以成立公司設計、興建和管理輸油管。美國總統尼克遜在1973年11月16日簽署了《縱貫阿拉斯加管道授權法案》 （Trans-Alaska Pipeline Authorization Act），為建造管道提供法理依據。
輸油管為單管設計，直徑 1.22公尺 （48英吋），在1974年3月27日開工，1977年5月31日落成。耗資 80億美元。工程分六個部份，由五家總承包商負責，高峰時期僱用了21,000 名工人。有31 人死於工程事故。
要興建這條全長1,286公里 （799英里）的管道面對種種挑戰。除了要面對惡劣的環境外，管道還要越過三座山脈、無數大小河流，以及永凍層，因而近半條管道要架空興建，而非埋於地下，以防止凍土融化和因而產生的移動。光測量和地質樣本測試就花了五年之久，施工期間還要不時找來考古學家研究未受挖掘的地點。

## 技術資料

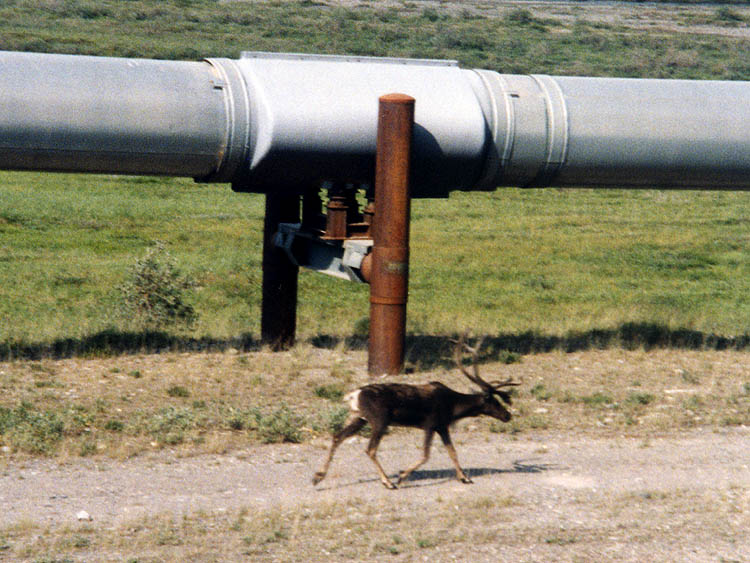
一隻馴鹿在布魯克斯嶺以北的一段管道旁走過。

管道沿線有十一座泵房，每個泵房有四個以柴油或天然氣發動的泵。原來設計的十二座泵房有一座未有動工，但由北向南的泵房編號系統，仍然為那個位置留了號。平常只有七個泵房運作，而在未來安裝了更高效率的泵以後，需要平常運作的泵的數目可望進一步減少。
管道在對融化敏感的凍土區是架空興建的。但在需要埋藏的地方，例如與公路交匯點或雪崩高發點，就會把管道埋在包上了一層冷凍絕緣層的坑中。附近的製冷工場把冷鹽水泵進直徑15公分 （6英吋）的管道中，以其吸熱的特性維持土壤溫度。其餘地點就視乎周圍土壤的敏感性，埋進傳統的坑洞或已絕緣但無需冷凍的坑洞內。

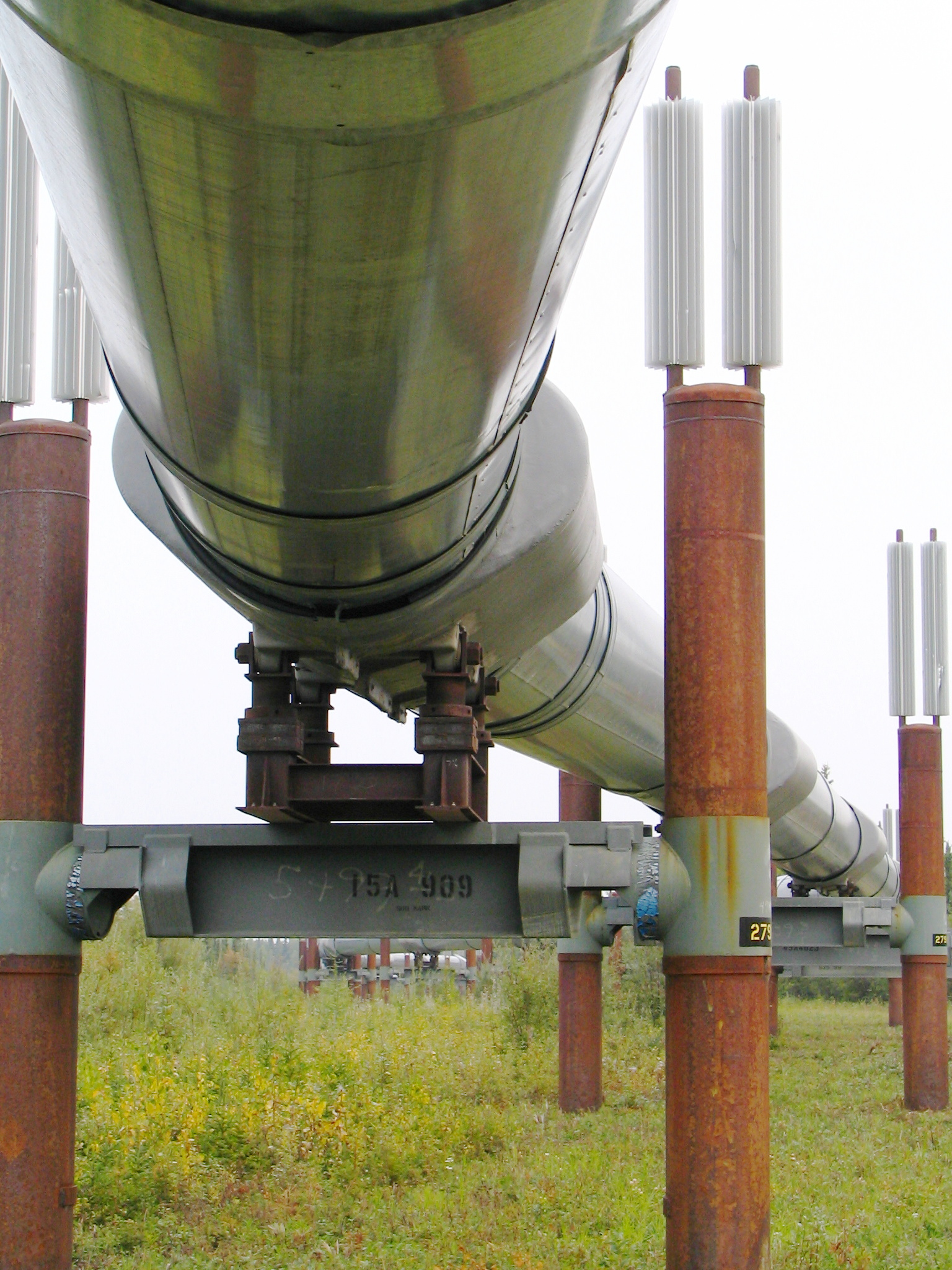
自下方望向管道的底部、熱管和熱交換器。

原油在剛冒出地面時溫度約為 80℃ （180℉），然後以超過 50℃ （120℉）的溫度運送。在一些架空路段，原油的熱力經垂直支架傳到土地會把永凍層融化，不但會導致管道出現沉降，還可能損壞管道。為防止這種情況發生，工程人員在支架上安裝了熱交換器，以對流散熱。在支架還有一支熱管，以從管道底部把熱輸送到熱交換器。由於熱管中的氨比永凍層的冰點低，就算是最寒冷的冬夜熱管仍可以如常運作。這個簡單的散熱方法被工程和維護人員視為管道最重大的技術成就。
另一個技術成就就是管道在地面是「之」字走向的。由於管道在地面比在地下更容易移動，這種的設計為管道橫向和縱向移動保留了空間—這種情況是可以由地震，或者熱漲冷縮引發的。支架也有相同作用的特製護套，以及可以抵禦地震、雪崩和車輛撞擊所造成的震盪的防撞板。
輸油管自1977年6月20日啟用以來，已運送了超過 150億桶 （2.3 立方公里）的原油，在1988年的高峰期每日運量曾達到 210萬桶 （3萬立方公尺）。2001年其輸出量足以填滿了 16,700船次。在瓦爾德茲的碼頭設四位泊位，耗資 14億美元興建。第一艘抵達裝油的油輪是大西洋里奇菲爾德公司的朱諾號 （ARCO Juneau），時為1977年8月1日。

## 保養
工作人員每日數次視察管道的情況 （主要靠飛機）。由於監測站的設置，整條管道只需要兩個小時就監測完畢，但為求細緻，通常需要更多時間。其他監測方法還包括利用檢管器刺入管道內。有些檢管器可以清除積存的管裡的石蠟，另一些就置有複雜的電子儀器，以沿途傳送雷達訊號和液體流量。

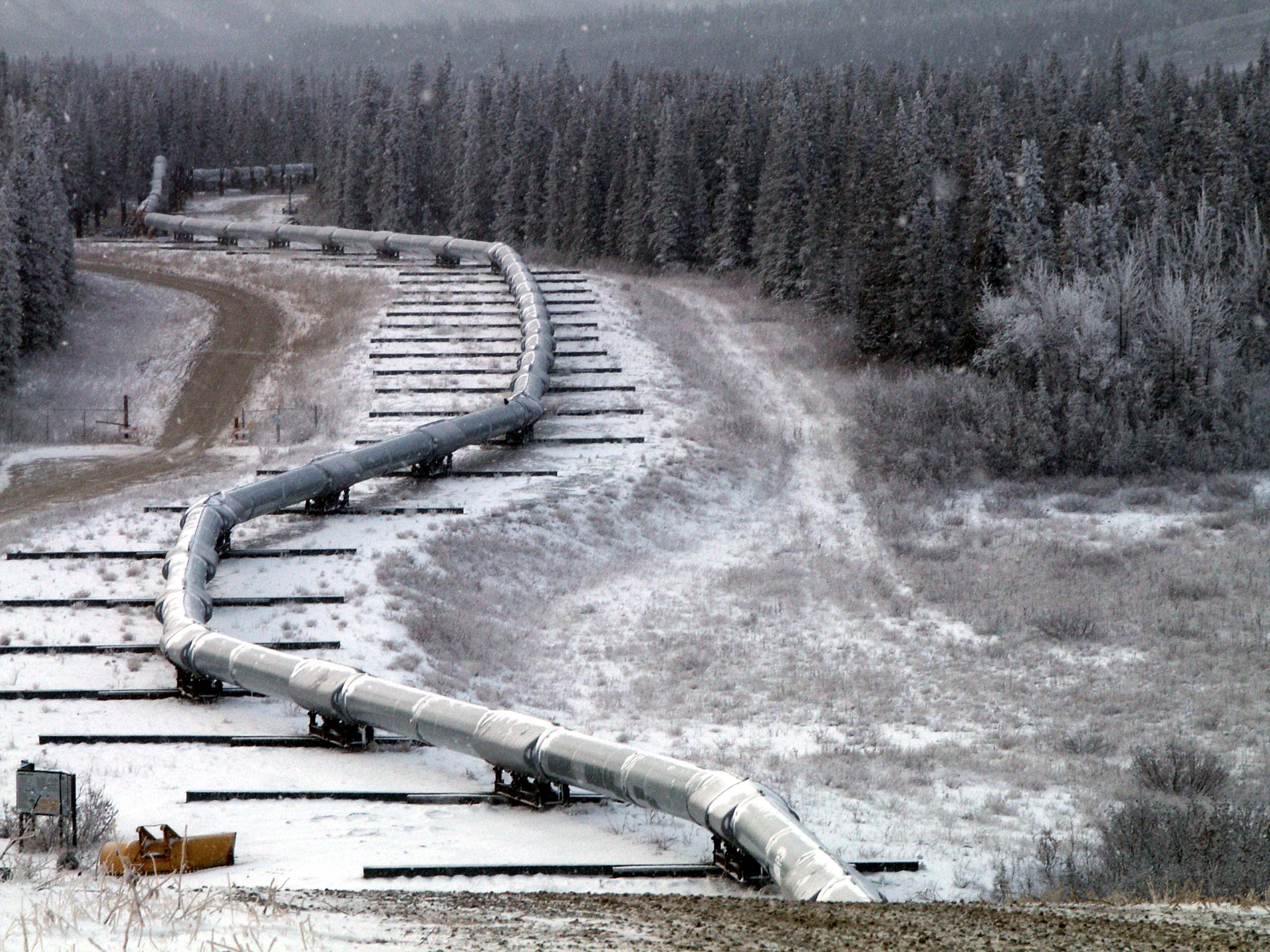
管道穿越斷層的情況

管道有幾次損壞的紀錄。在設計管道時已經把地震的因素考慮在內，使之抵禦了數次地震，其中一次發生在2002年的地震強度更高達黎克特制 7.9級。但它面對人為破壞或者森林火災時就變得無能為力。最嚴重的事故發生在1978年2月，一次故意的爆炸導致油管在費爾班克斯附近的 Steele Creek洩漏了超過 16,000 桶 （2,500 立方公尺）的原油，但無人因此事被起訴。自1977到1994年之間每年都發生 30 至 40 宗的洩漏事故，最嚴重的時期是在1991到94年間，發生了 164宗洩漏事故，但每次情況都不嚴重。自1995年洩漏次數大幅減少，而1997至2000年間總洩漏量僅為 6.89 桶 （1.1 立方公尺）。
以鋼鐵製成的管道可以抵擋鎗擊，但在2001年10月4日，一位名為 Daniel Carson Lewis的醉酒鎗手在利文古附近把一處焊接位射穿了一個洞，導致 約6,000 桶 （25 萬加崙或950 立方公尺）原油洩漏，事後需要把兩公頃 （約1英畝）凍原土挖出並清除。管道在維修後於10月7日重開。肇事者在事發後4小時被發現：他在那個人口少於30 人的社區被視為「麻煩製造者」。最後他被判以多項州和聯邦級別罪名成立，其中一項持械罪被處以1萬美元的罰金和在聯邦監獄服刑10年。
2006年8月，在美國運輸部授權就三月的一宗洩漏事故進行的調查以後，英國石油公司宣佈在它們在普魯德霍灣的油田發現了油管遭到腐蝕，情況嚴重得要把全長22 英里的管道其中16 英里進行更換。主管道雖然沒有受損，但管理公司的指出在英國石油關閉管道期間輸油量不足會減緩輸送速度。

## 外部連結
- 縱貫阿拉斯加管道網站
- 管道有關資料
- 縱貫阿拉斯加管道 （页面存档备份，存于）